# فيليب روبين
فيليب روبين (بالإنجليزية: Philip Rubin)‏ هو لغوي وعالم نفس أمريكي، ولد في 22 مايو 1949 في نيوآرك في الولايات المتحدة.